# Zjawisko Barkhausena

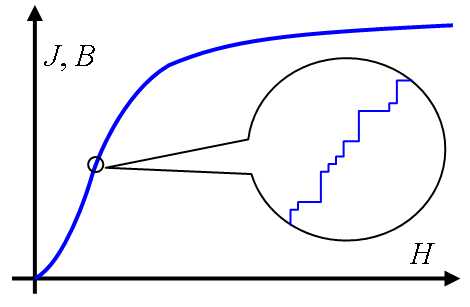
Krzywa namagnesowania (J) lub indukcji (B) ferromagnetyka w funkcji natężenia zewnętrznego pola magnetycznego (H). Powiększony fragment ukazuje nieregularny skokowy charakter tej zależności.

Zjawisko Barkhausena – skokowe zmiany namagnesowania ferromagnetyków pod wpływem ciągłej zmiany natężenia zewnętrznego pola magnetycznego (lub innych warunków zewnętrznych). Jest ono wynikiem skokowego przesuwania się granic domen magnetycznych, tzw. ścianek Blocha, ustawiających się w kierunku zewnętrznego pola magnesującego. Zjawisko to zostało odkryte w 1919 r. przez niemieckiego fizyka Heinricha Barkhausena, który tym samym dostarczył dowodu słuszności domenowego mechanizmu magnetyzacji ferromagnetyków.

## Wyjaśnienie fizyczne
Wewnątrz ferromagnetyka istnieją niejednorodności struktury krystalicznej (defekty składu fizyko-chemicznego, naprężenia szczątkowe, naruszenia spoistości, dyslokacje itp.), które utrudniają przemieszczanie się ścianek Blocha i obroty domen pod wpływem przyłożonego zewnętrznego pola. Do przezwyciężenia tego oporu potrzeba domenom dostarczyć odpowiedniej ilości energii, pochodzącej ze wzrastającego natężenia zewnętrznego pola magnetycznego. Po jej uzyskaniu ścianki przełamują opór, co przejawia się jako gwałtowna zmiana lokalnego stanu namagnesowania materiału – są to skoki Barkhausena, nazywane również szumem Barkhausena.
Istnieje odmiana włókien amorficznych, których wnętrze (z uwagi na wymiary i sposób wytwarzania) posiada jednodomenową strukturę magnetyczną. W materiałach takich występuje pojedynczy skok Barkhausena (w przeciwieństwie do krzywej magnesowania pokazanej na rysunku obok).

## Dodatkowe informacje
Szum Barkhausena można obserwować za pomocą czułego oscyloskopu lub nawet usłyszeć, np. poprzez umieszczenie ferromagnetyka w cewce, podłączonej przez układ wzmacniaczy i filtrów do głośnika. Zbliżając powoli do cewki trwały magnes, lub też nawet wywołując w próbce naprężenia mechaniczne, można usłyszeć charakterystyczne trzaski bądź też szum.

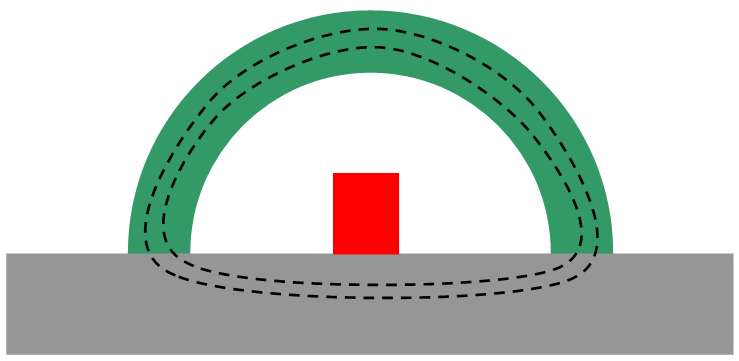
Schemat systemu do bezinwazyjnego badania materiałów ferromagnetycznych: zielony – jarzmo magnesujące, czerwony – czujnik indukcyjny, szary – badany materiał.

## Wykorzystanie zjawiska Barkhausena
Występowanie zjawiska Barkhausena w materiałach jest silnie uzależnione od liczby defektów generujących poszczególne skoki. Jeśli dany metal poddany jest zewnętrznym cyklicznym naprężeniom mechanicznym (np. w rurociągach) lub też wystawiony jest na działanie wysokoenergetycznych cząstek mogących powodować zmiany chemiczne i dyslokacje sieci krystalicznej (np. w reaktorach jądrowych), to wówczas następuje wzrost natężenia zjawiska Barkhausena. Można to stosunkowo łatwo wykryć porównując stan materiału wzorcowego ze stanem badanej próbki. Dlatego też zjawisko to wykorzystuje się m.in. do nieniszczącego badania ferromagnetycznych metali.
Nieniszczące badanie przy wykorzystaniu zjawiska Barkhausena polega na lokalnym magnesowaniu badanego materiału i jednoczesnym pomiarze napięcia zaindukowanego w odpowiednio umieszczonym czujniku indukcyjnym. Zaindukowane napięcie zawiera szum Barkhausena, którego amplituda jest bezpośrednio powiązana z degradacją własności mechanicznych.